# Nikolaos Nioplias
Nikolaos „Nikos“ Nioplias (griechisch Νικόλαος Νιόπλιας, * 17. Januar 1965 in Galatini, Griechenland) ist ein griechischer Fußballtrainer und ehemaliger -spieler.

## Spielerkarriere
Nioplias begann seine Profikarriere 1982 bei OFI Kreta. Mit OFI gewann der Mittelfeldspieler 1987 den Griechischen Pokal, ehe er 1993 zu Panathinaikos Athen wechselte. Bei Panathinaikos erlebte Nioplias seine sportlich erfolgreichste Phase. Neben zwei griechischen Meisterschaften (1995, 1996) und drei Pokalsiegen (1993, 1994, 1995) sorgte er mit seiner Mannschaft in der Saison 1995/1996 für Aufsehen, als Panathinaikos es bis ins Halbfinale der UEFA Champions League schaffte. 1996 kehrte er zu OFI zurück und blieb dort bis zur Saison 2001/2002, als er zu Atromitos Athen wechselte. Im Sommer 2004 beendete Nioplias nach 509 Erstligaeinsätzen, was nach Dimitrios Domazos Platz zwei in der griechischen Bestenliste bedeutet, seine aktive Laufbahn als Spieler.
Für die Griechische Fußballnationalmannschaft spielte Nikolaos Nioplias insgesamt 44 mal und nahm 1994 an der Fußball-Weltmeisterschaft in den Vereinigten Staaten teil.

## Trainerkarriere
Nach seiner aktiven Laufbahn absolvierte Nioplias 2005 in den Niederlanden einen Trainerlehrgang und übernahm im Anschluss die U19-Auswahl Griechenlands. Am 8. Dezember 2009 wurde er zum neuen Cheftrainer bei Panathinaikos Athen und konnte bereits in seinem ersten Jahr die Meisterschaft gewinnen. Seine Tätigkeit als Nationaltrainer Zyperns endete nach dem enttäuschenden Abschneiden in der Qualifikation zur Weltmeisterschaft 2014 im September 2013.

## Erfolge

### Als Spieler
- Griechischer Meister: 1995, 1996
- Griechischer Pokalsieger: 1987, 1993, 1994, 1995

### Als Trainer
- Griechischer Meister: 2010
- Griechischer Pokalsieger: 2010
- U-19-Vizeeuropameisterschaft: 2007